# Vàlvula d'expansió termostàtica

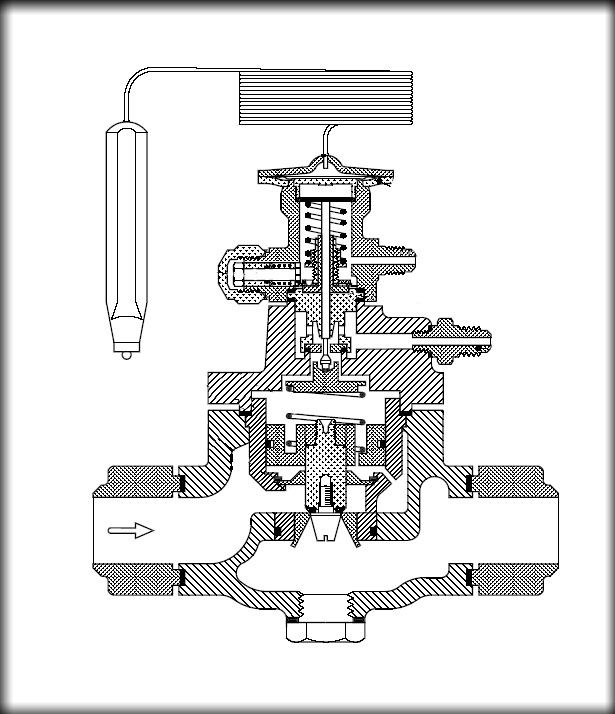
Vàlvula d'expansió termostàtica

Una vàlvula d'expansió tèrmostàtica (en anglès sovint abreujat com vàlvula (valve) TEV, TXV o TX) és un component dels sistemes de refrigeració i aire condicionat que controla la quantitat de flux refrigerant dins l'evaporador i així controla el sobreescalfament a la sortida de l'evaporador.
El control del flux del refrigerant s'aconsegueix fent servir un bulb sensor de temperatura ple d'un gas similar al del sistema, que causa que la vàlvula s'obri en contra de la pressió del ressort en el cos de la vàlvula quan la temperatura augmenta en el bulb. Com que la temperatura en l'evaporador disminueix, també ho fa la pressió en el bulb, fent que la vàlvula es tanqui. Un sistema d'aire condicionat amb una vàlvula de TX sovint és més eficient que els dissenys d'altres que no en tenen.
Un cicle bàsic de refrigeració consta de quatre elements principals, un compressor, un condensador, una vàlvula d'expansió tèrmostàtica, i un evaporador. A mesura que el refrigerant va passant a través d'un circuit amb aquests quatre elements, funciona l'aire condicionat.